# 스카촌 (사이타마현 미나미사이타마군)
스카촌(須賀村)은 사이타마현의 중동부, 미나미사이타마군에 속했던 촌이다.

## 역사
- 1889년 4월 1일 -정촌제 시행에 의해 미나미사이타마군 스카촌이 성립하였다.
- 1955년 7월 20일 - 몬마촌과 합병해, 미야시로정이 되었다.

## 교통

### 철도
- 도부 철도
  - 이세사키 선